# Boldu (gmina)
Boldu – gmina w Rumunii, w okręgu Buzău. Obejmuje jedną miejscowość Boldu. W 2011 roku liczyła 2380 mieszkańców.